# Cratere O'Connor
O'Connor  è un cratere sulla superficie di Venere. Deve il proprio nome a Flannery O'Connor, scrittrice statunitense del XX secolo.